# Aubièth
Aubiet (en francès Aubiet) és un municipi francès situat al departament del Gers i a la regió d'Occitània.

## Geografia

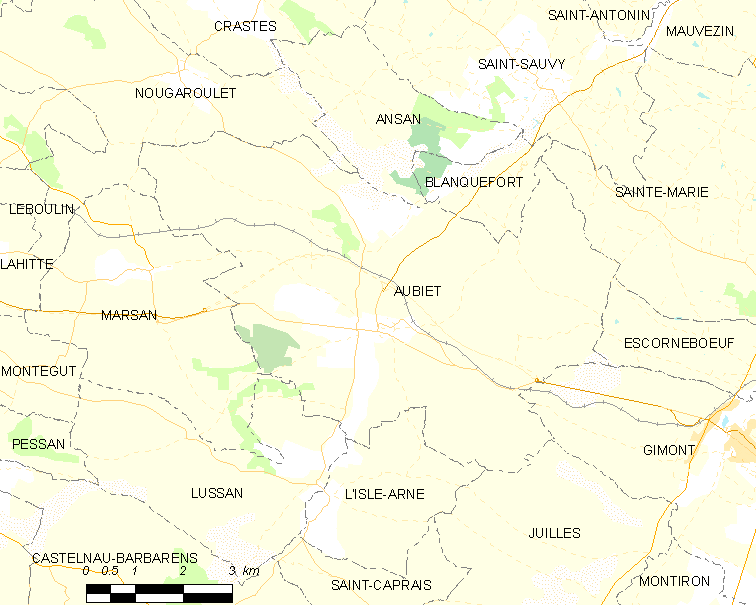
Mapa de la comuna de Aubiet

## Administració i política
| Període   | Identitat           | Partit        |
| --------- | ------------------- | ------------- |
| 2001-2008 | Dominique Pasquio   | Divers gauche |
| 2008-2014 | Jean-Pierre Amiel   |               |
| 2014-     | Jean-Vincent Pisoni |               |

## Demografia

Població 1962-2008

| 1962                                       | 1968 | 1975 | 1982 | 1990  | 1999  | 2006  |
| ------------------------------------------ | ---- | ---- | ---- | ----- | ----- | ----- |
| 960                                        | 971  | 880  | 911  | 1.019 | 1.001 | 1.059 |
| Des de 1962: població sense dobles comptes |      |      |      |       |       |       |